# Chrysomalla striata
Chrysomalla striata är en stekelart som beskrevs av Askew 2001. Chrysomalla striata ingår i släktet Chrysomalla och familjen gropglanssteklar.
Artens utbredningsområde är Spanien. Inga underarter finns listade i Catalogue of Life.